# Tom Becker
Pour les articles homonymes, voir Becker.
Tom Becker, né le 23 janvier 1950 à New York, est un entraîneur de basket-ball américain.

## Biographie
Il evolue en tant que joueur universitaire en Californie. En 1979 Becker est sélectionneur de l'équipe nationale d'étudiants de Côte-d’Ivoire et participe aux Jeux Universitaires en Mexique. Becker entraîne l'équipe de Nyon en première division Suisse et ensuite l'équipe d'EPAB Sunderland en Angleterre, avec laquelle il joue également en Coupe d'Europe des champions. Entre 1983 et 1985 il est à la tête de l'équipe de Manchester en Angleterre.
Il entraîne Cholet Basket à partir de 1985. En 1986 Becker remporte le titre de champion de Nationale 2 avec Cholet et évolue en Nationale 1 la saison suivante. Il quitte le club en 1987.
En 1987 il prend le poste d'entraineur de l'équipe du SCM Le Mans. Becker fait monter le club en Nationale 1A en 1990. Il est relevé de ses fonctions après neuf matchs de la saison 1991-1992. Becker, qui est également enseignant à l'Université de Nantes, occupe le poste d'entraîneur adjoint de Cholet Basket entre 1996 et 2000.

## Palmarès
- Champion de France Nationale 2 avec Cholet Basket en 1986
- Champion de N1B avec Le Mans en 1990
- Vainquer de la Coupe de France en tant qu'entraîneur adjoint avec Cholet Basket en 1998 et 1999